# Cheilosia nigerrima
Cheilosia nigerrima är en tvåvingeart som först beskrevs av Lindner 1954.  Cheilosia nigerrima ingår i släktet örtblomflugor, och familjen blomflugor.
Artens utbredningsområde är Österrike. Inga underarter finns listade i Catalogue of Life.